# Carlos Lampe
Carlos Emilio Lampe Porras (Santa Cruz de la Sierra, 17 de março de 1987) é um futebolista profissional boliviano que atua como goleiro. Atualmente, joga pelo Bolívar.

## Seleção nacional
Carlos Lampe fez parte do elenco da Seleção Boliviana de Futebol da Copa América de 2016.